# Rio Èvre
O rio Èvre é um rio francês que é afluente do rio Loire.
Da nascente até a foz, o rio Èvre faz um percurso total de 89 km pelo departamento de Maine-et-Loire, atravessando as comunas de Vezins, La Tourlandry, Trémentines, Le May-sur-Èvre, La Jubaudière, Jallais, La Poitevinière, Beaupréau, La Chapelle-du-Genêt, Le Fief-Sauvin, Montrevault, Saint-Pierre-Montlimart, Saint-Rémy-en-Mauges, La Boissière-sur-Èvre, La Chapelle-Saint-Florent, Botz-en-Mauges, Saint-Florent-le-Vieil e Le Marillais.